# Deutsche ATSB-Fußballmeisterschaft 1922/23
Die deutsche ATSB-Fußballmeisterschaft 1923 war die vierte vom Arbeiter-Turn- und Sportbund ausgerichtete deutsche Meisterschaft im Fußball. Sieger wurde der VfL Leipzig-Stötteritz.

## Modus und Teilnehmer
Zur Spielzeit 1922/23 wurde der ATSB-Kreis Bayern in die beiden Kreise Nordbayern und Südbayern geteilt, so dass die Zahl der teilnehmenden ATSB-Kreismeister von 15 auf 16 stieg. Die 16 Kreismeister ermittelten in vier regionalen Endrunden die Teilnehmer an der Finalrunde. Gespielt wurde im K.-o.-System.
| Nordwestdeutschland - Komet Groß-Flottbek - Eintracht Kassel - Vorwärts Meiderich - Germania Wilhelmshaven | Mitteldeutschland - Wacker Braunschweig - VfL Leipzig-Stötteritz - FT Naumburg - TSV Nürnberg-Ost | Ostdeutschland - Alemannia 22 Berlin - SV Stern Breslau - Tasmania Forst - FT Stettin-Bredow | Süddeutschland - TB Berkheim - FT Frankfurt-Westend - BSC München - ATSV Rheinau |

## Verbandsmeisterschaften

### Nordwest
Halbfinale
| Datum        |                     | Ergebnis  |                        | Austragungsort                           |
| ------------ | ------------------- | --------- | ---------------------- | ---------------------------------------- |
| 3. Mai 1923  | Komet Groß-Flottbek | 3:1 (2:1) | Germania Wilhelmshaven | Hamburg-Rothenburgsort, Lorbeer-06-Platz |
| 13. Mai 1923 | Vorwärts Meiderich  | 0:4 (0:0) | Eintracht Kassel       | Barmen                                   |

Finale
| Datum        |                     | Ergebnis  |                  | Austragungsort |
| ------------ | ------------------- | --------- | ---------------- | -------------- |
| 27. Mai 1923 | Komet Groß-Flottbek | 1:0 (0:0) | Eintracht Kassel | Hamburg        |

### Mitte
Halbfinale
| Datum        |                     | Ergebnis  |                        | Austragungsort |
| ------------ | ------------------- | --------- | ---------------------- | -------------- |
| 13. Mai 1923 | Wacker Braunschweig | 1:2 (1:1) | VfL Leipzig-Stötteritz | Braunschweig   |
| 27. Mai 1923 | TSV Nürnberg-Ost    | 3:0 (2:0) | FT Naumburg            | Nürnberg       |

Finale
| Datum        |                        | Ergebnis  |                  | Austragungsort   |
| ------------ | ---------------------- | --------- | ---------------- | ---------------- |
| 3. Juni 1923 | VfL Leipzig-Stötteritz | 2:0 (0:0) | TSV Nürnberg-Ost | Leipzig-Lindenau |

### Ost
Halbfinale
| Datum        |                     | Ergebnis             |                   | Austragungsort                       |
| ------------ | ------------------- | -------------------- | ----------------- | ------------------------------------ |
| 13. Mai 1923 | Alemannia 22 Berlin | 4:0 (4:0)            | FT Stettin-Bredow | Berlin, Sportplatz Christianiastraße |
| 13. Mai 1923 | Tasmania Forst      | 2:1 (0:1, 1:1) n. V. | SV Stern Breslau  | Spremberg                            |

Finale
| Datum        |                | Ergebnis  |                     | Austragungsort |
| ------------ | -------------- | --------- | ------------------- | -------------- |
| 27. Mai 1923 | Tasmania Forst | 1:3 (0:1) | Alemannia 22 Berlin | Spremberg      |

### Süd
Halbfinale
| Datum          |                      | Ergebnis  |              | Austragungsort          |
| -------------- | -------------------- | --------- | ------------ | ----------------------- |
| 29. April 1923 | TB Berkheim          | 0:2 (0:1) | BSC München  | Stuttgart-Untertürkheim |
| 6. Mai 1923    | FT Frankfurt-Westend | 2:5 (0:1) | ATSV Rheinau | Offenbach, VfR-Platz    |

Finale
| Datum        |              | Ergebnis  |             | Austragungsort          |
| ------------ | ------------ | --------- | ----------- | ----------------------- |
| 27. Mai 1923 | ATSV Rheinau | 2:3 (2:0) | BSC München | Stuttgart-Untertürkheim |

Der ATSV Rheinau protestierte wegen eines nicht gegebenen Elfmeters gegen die Wertung des Spiels. Es wurde ein Wiederholungsspiel angesetzt, zu dem der BSC München nicht antrat. Rheinau wurde daraufhin zum süddeutschen Verbandsmeister erklärt und zog ins Halbfinale der deutschen Meisterschaft ein.

## Endrunde um die Bundesmeisterschaft
Halbfinale
| Datum         |                        | Ergebnis  |                     | Austragungsort                     |
| ------------- | ---------------------- | --------- | ------------------- | ---------------------------------- |
| 10. Juni 1923 | Komet Groß-Flottbek    | 1:3 (0:2) | Alemannia 22 Berlin | Altona, Alleesportplatz            |
| 10. Juni 1923 | VfL Leipzig-Stötteritz | 3:1 (2:0) | ATSV Rheinau        | Halle (Saale), Städtisches Stadion |

Finale
| Datum        |                        | Ergebnis  |                        | Austragungsort                     |
| ------------ | ---------------------- | --------- | ---------------------- | ---------------------------------- |
| 1. Juli 1923 | VfL Leipzig-Stötteritz | 1:0 (0:0) | Alemannia 22 Berlin    | Leipzig-Eutritzsch, Vorwärts-Platz |
| 8. Juli 1923 | Alemannia 22 Berlin    | 1:3 (0:1) | VfL Leipzig-Stötteritz | Berlin, NNW-Platz                  |

Die Märkische Spielvereinigung protestierte im Vorfeld des Finales gegen die kurzfristige Verlegung des Spiels vom ursprünglich vorgesehenen Austragungsort Berlin nach Leipzig, da sie hierin eine Benachteiligung ihres Vertreters Alemannia 22 Berlin sah. Die Berliner traten dennoch an. Nach dem Spiel einigten sich beide Vereine auf ein Rückspiel in Berlin, das jedoch nicht als Meisterschaftsspiel gewertet wurde.